# Wim Spit

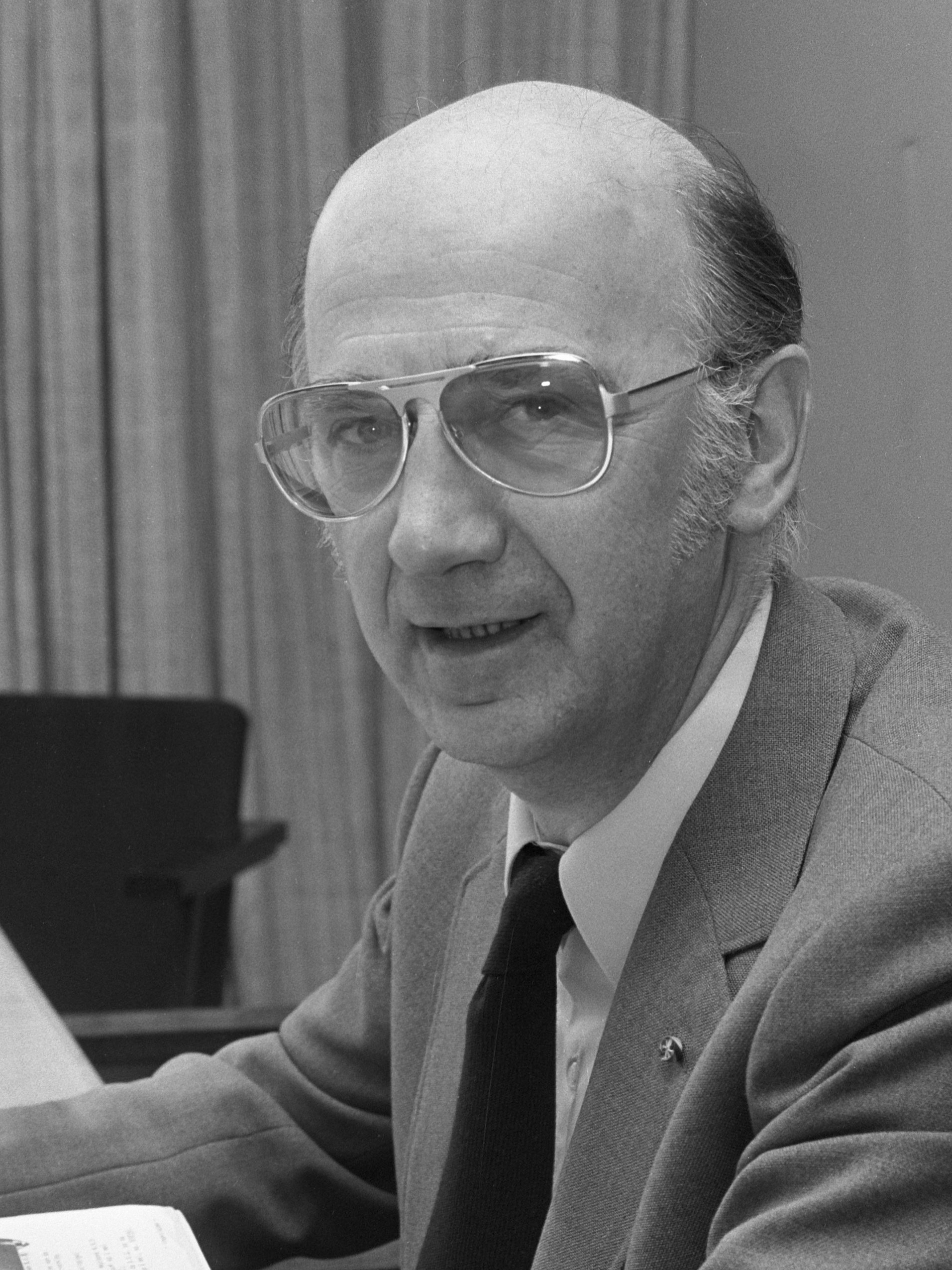
NKV-verbondsraad bijeen in Utrecht; voorzitter Wim Spit (20 mei 1974)

Wilhelmus Johannes Leonardus (Wim) Spit (Den Haag, 26 juni 1924 – Nieuwegein, 28 juli 2013) was een Nederlands vakbondsbestuurder.
Wim Spit volgde de MULO en de Handelsavondschool. Tijdens de Tweede Wereldoorlog werd hij in het kader van de Arbeitseinsatz tewerkgesteld in Duitsland. Na de oorlog werd hij eerst assistent-accountant in Amsterdam.
Vanaf 1948 tot zijn pensioen in 1984 vervulde hij diverse functies binnen de Katholieke Arbeiders Beweging, het Nederlands Katholiek Vakverbond (NKV) en de FNV. Van 1973 tot 1981 was Spit voorzitter van het NKV. Onder zijn leiding fuseerde het NKV met het Nederlands Verbond van Vakverenigingen (NVV). Vanaf 1976 was Wim Spit vicevoorzitter van de FNV. In de SER was hij lid van de commissie fusieaangelegenheden.
Wim Spit overleed in 2013 op 89-jarige leeftijd.